# Université d'Atomi

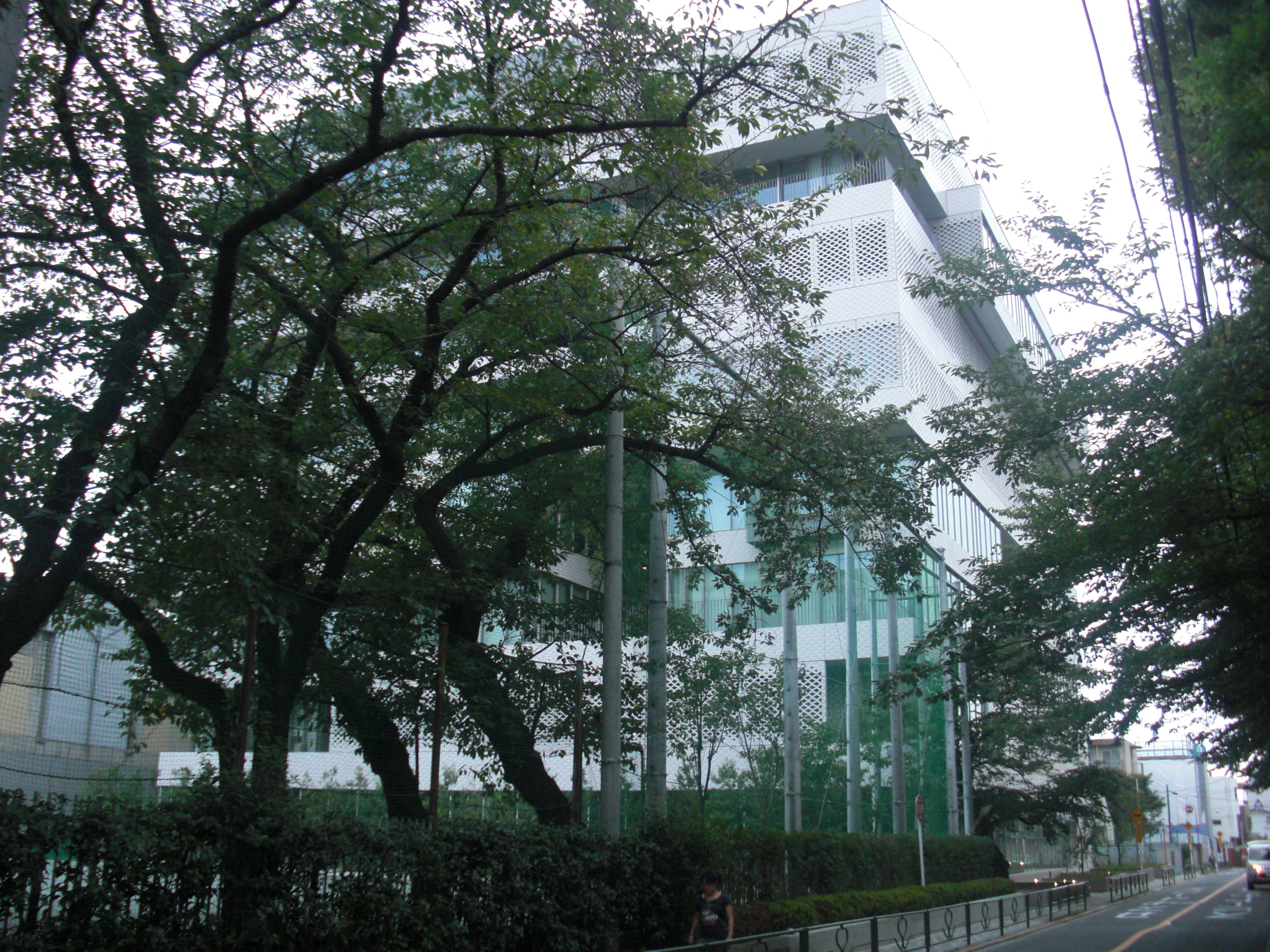
Campus de Bunkyo.

L'université d'Atomi (跡見学園女子大学, Atomi gakuen joshi daigaku) est une université japonaise privée pour femmes à Niiza, établie en 1965. L’École précédente avait été fondée en 1875.

## Anciennes étudiantes
- Kanoko Okamoto, romancière
- Michiko Yamamoto, romancière
- Kyōko Okazaki, dessinatrice de manga